# Zeitgeber
Als Zeitgeber wird in der Chronobiologie irgendein äußerer Einfluss bezeichnet, der als exogene Komponente auf die endogene „innere Uhr“ eines Lebewesens so wirken kann, dass dessen innere Rhythmen mit der Umwelt synchronisiert werden. Für Pflanzen und Tiere ist der wirksamste Zeitgeber Licht. Daneben treten auch Umgebungstemperaturen, Geräusche, soziale Interaktionen, körperliche Aktivitäten, Nahrungsaufnahmen, Wecker oder Manipulationen durch Pharmaka als Zeitgeber auf.

## Begriffsbildung
Der Begriff Zeitgeber wurde in den frühen 1950er Jahren von Jürgen Aschoff, einem der Pioniere auf dem Gebiet der Chronobiologie, geprägt und vor allem durch seinen 1954 in der Fachzeitschrift „Die Naturwissenschaften“ erschienenen Beitrag Zeitgeber der tierischen Tagesperiodik bekannt:

„Die synchronisierenden Faktoren werden Zeitgeber genannt. Zeitgeber für die tierische 24-Std-Periodik sind alle mit der Erddrehung gekoppelten periodischen Umweltprozesse kontinuierlicher oder diskontinuierlicher Art, die für das Tier reizwirksam sind.“

Das deutsche Wort wurde als Lehnwort in die englische Fachsprache übernommen: englisch zeitgeber.

## Beispiele
Licht ist der häufigste und wirksamste biologische Zeitgeber für die meisten Lebewesen. Es synchronisiert die „innere Uhr“ von Pflanzen, Tieren und Menschen mit der tatsächlichen Tageslänge. Dadurch werden circadiane Rhythmen auf den Tag-Nacht-Zyklus eingestellt und Tagesrhythmen gebildet, die beispielsweise das Öffnen der Blüten von Pflanzen oder die Schlafphase von Tieren regeln.
Die Dauer des Lichteinfalls – als die Länge des lichten Tages – beeinflusst darüber hinaus bei Tieren auch infradiane Rhythmen, die als Jahresrhythmen zum Beispiel in Vogelzug, Brunftzeit, Winterruhe und Winterschlaf zum Ausdruck kommen. Bei Pflanzen spielt neben der Umgebungstemperatur auch der tägliche Lichteinfall für Blütenbildung, Fruchtreife und Blattfall eine wesentliche Rolle. Daher kann Licht in Gewächshäusern zur Beeinflussung des Erntezeitpunkts eingesetzt werden.

## Weiterführende Literatur
- Jürgen Aschoff: The phase-angle difference in circadian periodicity. In: Jürgen Aschoff (Hrsg.): Circadian Clocks. North Holland Press, Amsterdam 1965, S. 262–278.